# Westermannia gloriosa
Westermannia gloriosa är en fjärilsart som beskrevs av George Francis Hampson 1912. Westermannia gloriosa ingår i släktet Westermannia och familjen trågspinnare. Inga underarter finns listade i Catalogue of Life.